# Dorfkirche Görsdorf (Tauche)

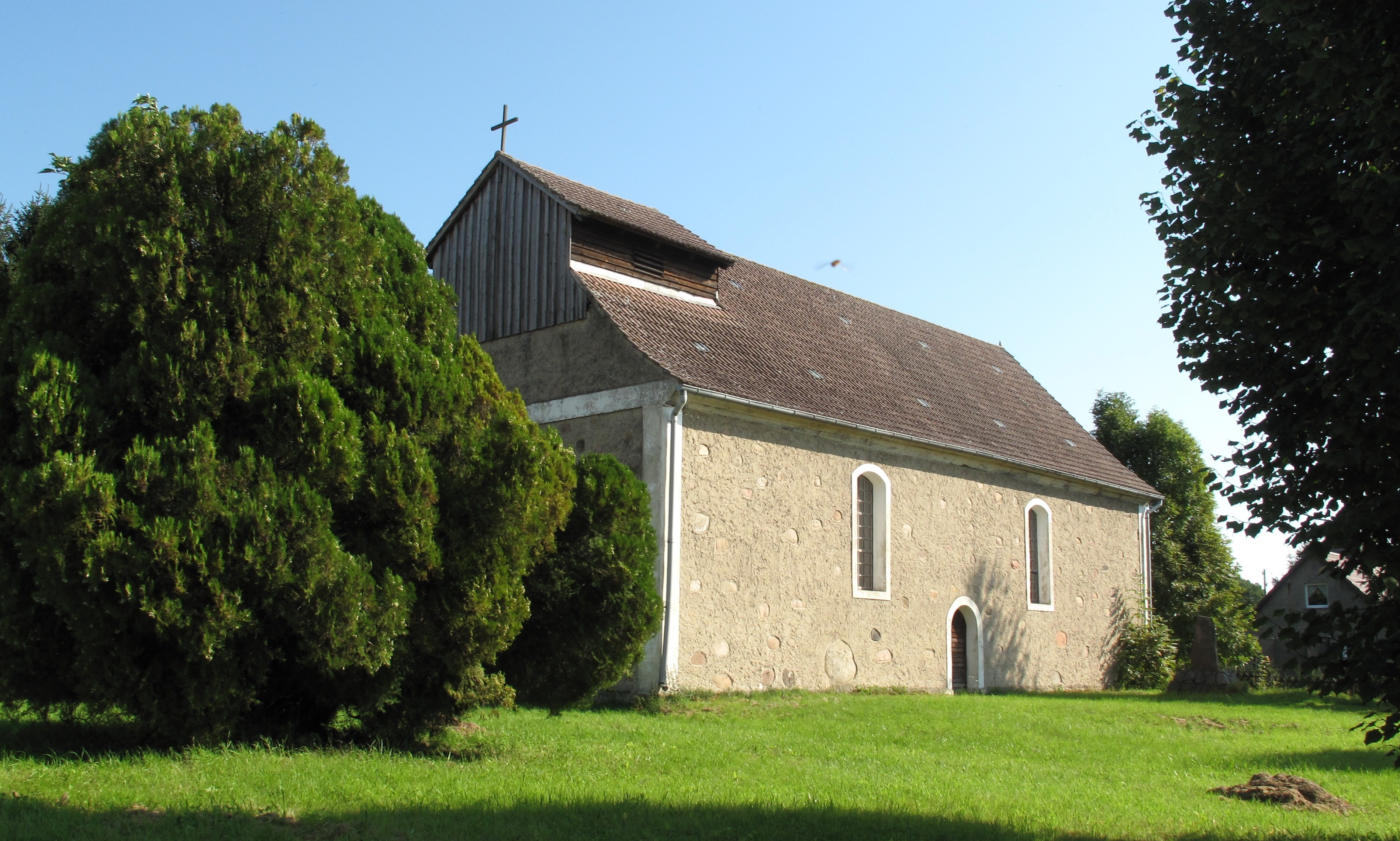
Dorfkirche Görsdorf (Tauche)

Die evangelische, denkmalgeschützte Dorfkirche Görsdorf (Tauche) steht in Görsdorf, einem Ortsteil der Gemeinde Tauche im Landkreis Oder-Spree von Brandenburg. Die Kirche gehört zum Kirchenkreis Oderland-Spree der Evangelischen Kirche Berlin-Brandenburg-schlesische Oberlausitz.

## Beschreibung
Die verputzte Feldsteinkirche ist im Kern spätgotisch und wurde 1704 umgebaut. Nach der Zerstörung im Zweiten Weltkrieg erfolgte 1948/49 der Wiederaufbau. Aus dem Satteldach ihres Langhauses erhebt sich im Westen ein niedriger hölzerner Dachturm, der den Glockenstuhl beherbergt.
Der Innenraum hat Emporen an drei Seiten. Zur Kirchenausstattung gehören ein Altar, eine polygonale Kanzel, beide von 1602, und ein Taufbecken vom Anfang des 18. Jahrhunderts. Die Orgel mit sieben Registern, zwei Manualen und einem Pedal, die von den Gebrüdern Dinse 1912 in den Prospekt eines unbekannten Orgelbauers auf der Empore im Westen eingebaut wurde, ist nicht mehr vorhanden. Seit 1996 steht eine elektronische Orgel an der Südwand.